# Cupressus dupreziana
Il cipresso del Tassili (Cupressus dupreziana, A.Camus) è una conifera appartenente al genere Cupressus. È conosciuto anche come cipresso del Sahara o cipresso del Marocco, o tarout nella locale lingua tamasheq.

## Distribuzione e habitat
I botanici individuano due varietà all'interno della specie: C. dupreziana var. atlantica, e C. dupreziana var. dupreziana. entrambe le varietà venivano precedentemente indicate come specie distinte; la divisione in queste due varietà è però dubbia e non si esclude che, in seguito ad ulteriori studi a livello molecolare, possano nuovamente venire identificate come specie separate.
La varietà atlantica vegeta in una ridottissima area (meno di 15 km²) nelle montagne dell'Atlante marocchino, su versanti a forte pendenza e a quote comprese tra i 1.000 e i 2.200 metri; il suo habitat è caratterizzato da clima semiarido o mediterraneo arido, con precipitazioni (anche nevose) invernali e lunga siccità estiva. Le popolazioni di questi alberi sono a rischio a causa dell'eccesso di pascolo, con conseguente scarsa capacità rigenerativa, e all'eccessiva raccolta di semi.
La varietà dupreziana costituisce invece il vero e proprio cipresso del Tassili, dal momento che è endemica dell'omonimo altopiano sahariano situato nel sud dell'Algeria (con un areale esteso su circa 1.000 km²), dove si sviluppa nei letti degli uadi su sedimenti sabbiosi o ghiaiosi oppure nelle vicinanze delle guelta, pozze d'acqua permanenti o semipermanenti situate nelle zone in ombra perenne alla base delle alture, che riescono a mantenersi nonostante l'aridità del clima. Il suo habitat è caratterizzato da un clima estremamente arido (intorno ai 30 mm di precipitazione media annua) ma senza picchi estremi di caldo data la quota elevata (dai 1.000 ai 1.800 metri). Anche questa varietà è considerata a rischio di estinzione, dal momento che la popolazione totale ammonta a 233 individui.

## Morfologia
Il cipresso del Tassili è un albero alto fino a 20 metri, con portamento arbustivo negli esemplari giovani che assumono portamento arboreo a maturità; i rami generalmente divergono dal tronco con angoli ampi, e curvando verso l'alto. La corteccia è di colore marrone-rossiccio, con profonde fessurazioni longitudinali.
Le foglie, come in tutti i cipressi, sono delle scaglie di dimensioni molto ridotte (circa 1-1,5 mm), di colore verde opaco con sfumature glauche (tra il verde e l'azzurro); il fogliame è molto denso. I coni femminili sono terminali, di color porpora e di forma ovoidale, con un diametro di circa 2,5 millimetri; i coni maschili sono anch'essi terminali ma di colore tendente al giallo e di lunghezza intorno ai 6 millimetri.
Il cipresso del Tassili può raggiungere età notevoli, dal momento che sono accertati casi di esemplari di più di 2.000 anni di età.

## Storia
Le popolazioni di questa specie, sia quelle endemiche del Tassili che quelle dell'Atlante marocchino, sono ritenute essere i residui di antiche foreste di conifere che durante le glaciazioni pleistoceniche ricoprivano abbastanza uniformemente le coste mediterranee del Nordafrica e le aree più elevate di quello che oggi è il deserto del Sahara.
In Europa le prime voci relative alla presenza di questi alberi nel mezzo del deserto comparvero intorno al 1860, ad opera dell'esploratore inglese H. B. Tristram, che lo descrisse come probabilmente imparentato al genere Juniperus. Il nome scientifico della specie venne però attribuito alcuni decenni dopo dalla botanica francese A. Camus in onore del capitano Duprez, che ricopriva la carica di comandante delle forze coloniali francesi a Djanet nella prima metà degli anni '20 e che, primo europeo, osservò uno di questi alberi e ne descrisse morfologia e habitat.